# Albert Réville (teolog)
Albert Réville (4. listopad 1826 Dieppe – 25. října 1906) byl známý francouzský protestantský teolog.
Mezi lety 1851 a 1872 zastával funkci faráře v Rotterdamu. V roce 1880 se stal profesorem historie náboženství na pařížské univerzitě College de France. Napsal mnoho prací o tématech týkajících se náboženství.